# Bijan
Bijan (in alfabeto persiano: بیژن), talora reso anche Bizhan, Bijhan o Bejan, è un nome proprio di persona persiano maschile.

## Origine e diffusione
Bijan in persiano significa eroe.

## Onomastico
Il nome è adespota, cioè non è portato da alcun santo. Si può festeggiarne l'onomastico il 1º novembre, giorno di Ognissanti.

## Persone

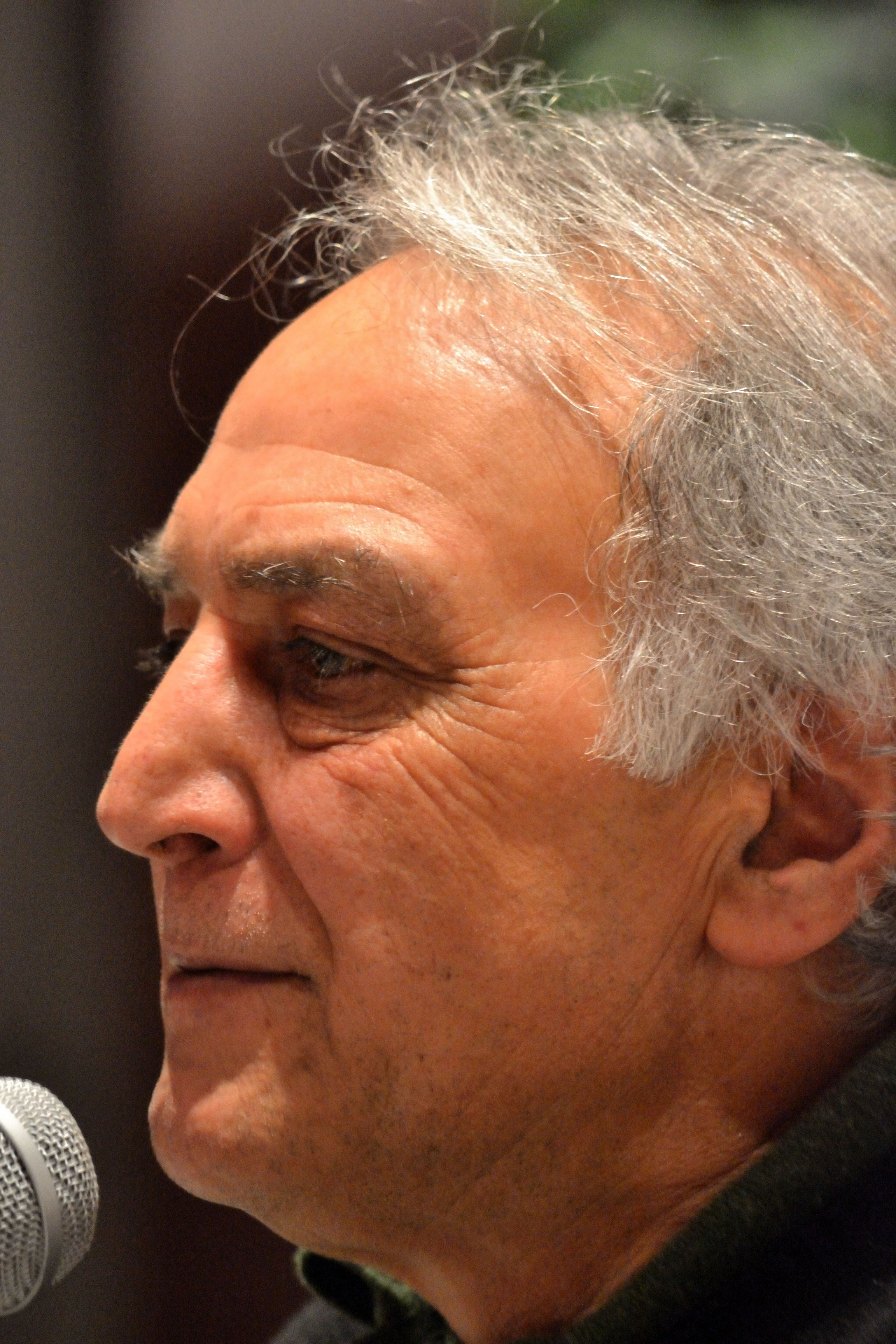
Bijan Zarmandili

- Bijan Daneshmand, regista iraniano naturalizzato britannico
- Bijan Mortazavi, violinista e cantante iraniano
- Bijan Robinson, giocatore di football americano statunitense
- Bijan Zarmandili, scrittore iraniano naturalizzato italiano
- Bijan Zolfagharnasab, allenatore di calcio ed ex calciatore iraniano